# Grant Koontz
Grant Koontz (Houston, 28 januari 1994) is een Amerikaans wielrenner die zowel op de baan als op de weg rijdt.

## Carrière
In 2015 werd Koontz vijftiende op het nationale kampioenschap tijdrijden voor beloften. Een jaar later eindigde hij in drie etappes van de Ronde van Guatemala bij de beste tien renners.
In 2018 was Koontz prof bij Holowesko-Citadel p/b Araphaoe Resources. In april 2019 won hij het puntenklassement in de Joe Martin Stage Race. Later dat jaar nam hij deel aan de Ronde van Guatemala, waar hij tweede werd in de vierde etappe.
In 2024 reed hij bij de wielerploeg Denver Disruptors, namens deze ploeg nam hij deel aan de New Zealand Cycle Classic waar hij in de vijfde etappe buiten de tijd over de finish kwam.
Op de baan neemt hij sinds 2021 deel aan wedstrijden bij de profs. In dat jaar won hij zijn eerste zilveren medaille op het Amerikaanse kampioenschap bij de omnium. Op de Pan-Amerikaanse kampioenschappen baanwielrennen van 2024, die dat jaar voor het eerst in de Verenigde Staten werden georganiseerd, won hij in totaal drie gouden medailles. In datzelfde jaar nam hij voor het eerst deel aan de Olympische Zomerspelen die plaatsvonden in Parijs, bij de omnium werd hij zestiende.

## Palmares

### Baan
| Jaar      | AK                                                                      | P-AK                                               | WK                                                | Overige                                                      |
| Als elite | Als elite                                                               | Als elite                                          | Als elite                                         | Als elite                                                    |
| --------- | ----------------------------------------------------------------------- | -------------------------------------------------- | ------------------------------------------------- | ------------------------------------------------------------ |
| 2021      | omnium · 4e scratch · 5e achtervolging · 5e puntenkoers                 |                                                    |                                                   |                                                              |
| 2022      | omnium · puntenkoers · scratch · 6e achtervolging · 7e afvalkoers       | scratch · 6e puntenkoers · 8e ploegenachtervolging | 6e puntenkoers 14e ploegenachtervolging           |                                                              |
| 2023      | scratch · 4e afvalkoers · 4e omnium · 5e achtervolging · 7e puntenkoers | ploegenachtervolging · scratch                     | 12e ploegenachtervolging                          | Pan-Amerikaanse Spelen: · koppelkoers · ploegenachtervolging |
| 2024      |                                                                         | afvalkoers · koppelkoers · ploegenachtervolging    | 5e ploegenachtervolging 13e omnium 18e afvalkoers | Olympische Spelen: 16e omnium                                |

### Weg
2019
Puntenklassement Joe Martin Stage Race

## Ploegen
- 2018 –  Holowesko-Citadel p/b Araphaoe Resourcesv
- 2024 –  Denver Disruptors

Brøchner · Bryon · Bybee · Companioni · Dahlheim · Eisenhart · Flaksis · Gómez · Koontz · Krasilnikaw · Lewis · Lienhard · Murphy · Rhim · Sánchez · Schmitt